# Limba protobulgară

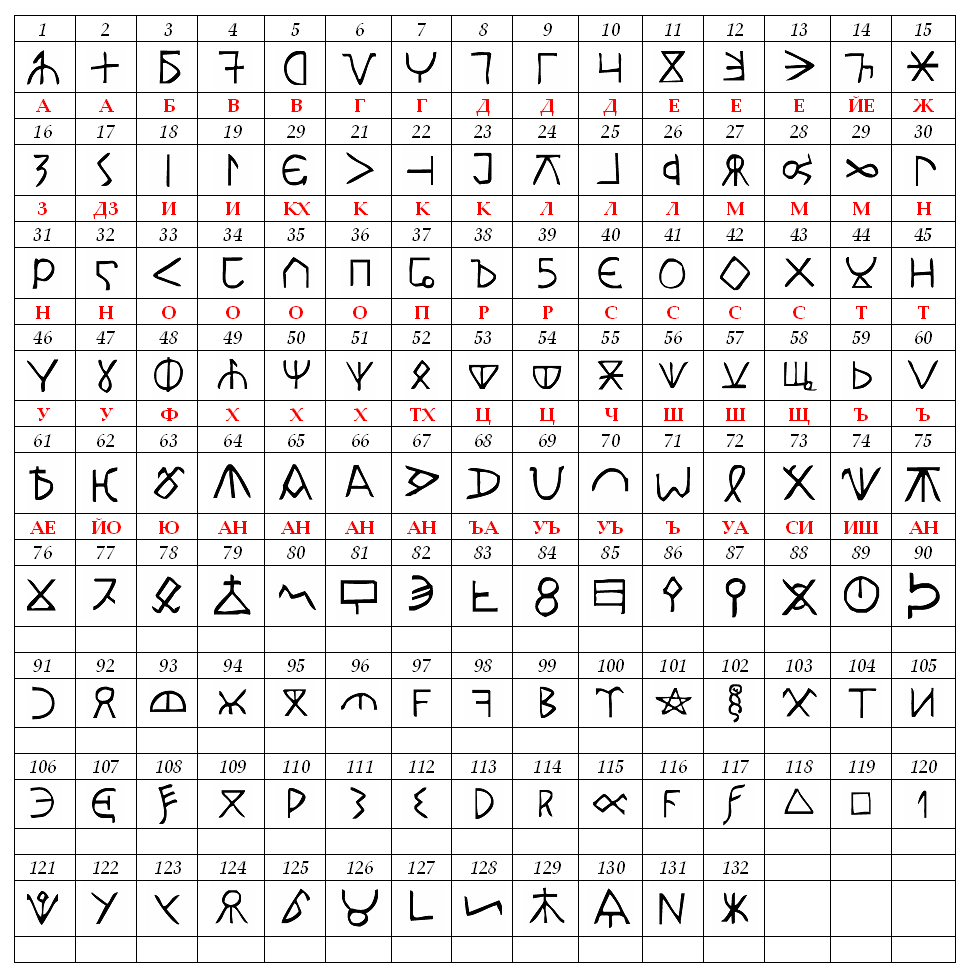
Rune bulgare

Limba protobulgară (sau bolğar, bulgara veche) a fost limba vorbită de protobulgari, acum dispărută. Foarte puține izvoare există despre această limbă și puține sunt înțelese. Este considerată de mulți lingviști a fi fost o limbă turcică din ramura ogură (oghură; în limba turcă oğur) și se crede a fi fost vorbită în statele fondate de protobulgari: Bulgaria Mare (în latină Magna Bulgaria) (în secolul al VII-lea), Bulgaria dunăreană (sec. VII-IX) și Bulgaria de pe Volga (până în secolele XIII, XIV). A fost strâns înrudită cu limba ciuvașă (astăzi singura limbă turcică ogură).